# Limbecker Platz
Der Limbecker Platz ist seit dem 18. Jahrhundert ein zentraler Platz im Nordwesten der Essener Innenstadt. Nachdem er gegen Ende des 19. Jahrhunderts zum Verkehrsknoten und in den 1980er Jahren zur Fußgängerzone wurde, ist er 2009 mit dem gleichnamigen Einkaufszentrum großenteils überbaut worden.

## Limbecker Platz heute
2009 ist das Einkaufszentrum Limbecker Platz eröffnet worden, das damit einen Großteil des ursprünglichen Limbecker Platzes bedeckt. Heute besteht der restliche Platz vor dem östlichen Haupteingang des Einkaufszentrums, das die postalische Adresse Limbecker Platz 1 trägt, aus einer zur Fußgängerzone ausgebauten Kreuzung der Limbecker-, Logen- und Friedrich-Ebert-Straße. Zuvor wurde am 1. März 2008 das Karstadt-Kaufhaus, ehemals Althoff, geschlossen. Es stand nicht unter Denkmalschutz, denn nur die Fassade war aus Sandstein geformt, das Innere bestand aus Stahlbeton, der durch Bergschäden in sehr schlechtem Zustand war und deshalb das Haus über die Seitenbreite einen Höhenunterschied von rund einem Meter aufwies. Nach den Abrissarbeiten des alten Karstadtgebäudes samt Parkhaus wurde am 1. Juni 2008 dessen 35 Meter hoher Turm als letzter Bestandteil des Hauses gesprengt.

## Geschichte

### Vorgeschichte
Namensgebend für den Platz und damit auch für das Einkaufszentrum sowie für die Limbecker Straße ist die Lindenbecke, oder später Limbecke (Becke für Bach), ein Fluss, der früher an dem heutigen Platz durch einen Teich floss. In diesem sogenannten Krebsteich spülten Essener Frauen ihre Wäsche. Im Westen der einst von Stadtmauer und Graben umgebenen Stadt Essen trieb dieser Fluss mehrere Mühlen in der Nähe des 1323 erstmals erwähnten Limbecker Tores (Porta Lindenbeke) an und speiste teilweise den Stadtgraben. Die Limbecke betrieb unter anderem die Hindenburgsmühle, 1457 das Hammerwerk eines Harnischmachers und 1465 eine Lohmühle. Noch 1823 befand sich hier eine Ölmühle mit Teich. Da alle damaligen Stadtansichten Essen von Osten her zeigen, ist kein Bildmaterial zum Limbecker Stadttor bekannt. Schriftliche Überlieferungen beschreiben es bestehend aus Haupt- und Vortor, verbunden durch lange Torwangen. Das Vortor wurde 1418 errichtet und bildete damit den letzten Bauabschnitt der Essener Stadtmauer. Das Limbecker Tor war wiederum namensgebend für das dahinter liegende, damals bevölkerungsreichste Stadtviertel. Hinter dem Tor verlief, wie heute, die Limbecker Straße hinauf zum Marktberg mit der Marktkirche. Es ist nicht bekannt, wann das Limbecker Tor abgerissen wurde; jedoch ist anzunehmen, dass es mit der Niederlegung der Stadtmauer zwischen Kettwiger und Limbecker Tor um 1820 geschah. Das Areal um das ehemalige Limbecker Tor lag im Mittelalter deutlich unter dem heutigen durch Aufschüttungen gehobenen Geländeniveau. Während der Bauarbeiten am heutigen Einkaufszentrum wurden in einigen Metern Tiefe Sedimente der Limbecke mit eingeschwemmten Hölzern gefunden, auf denen auch Axtspuren entdeckt wurden.

### Im 19. Jahrhundert

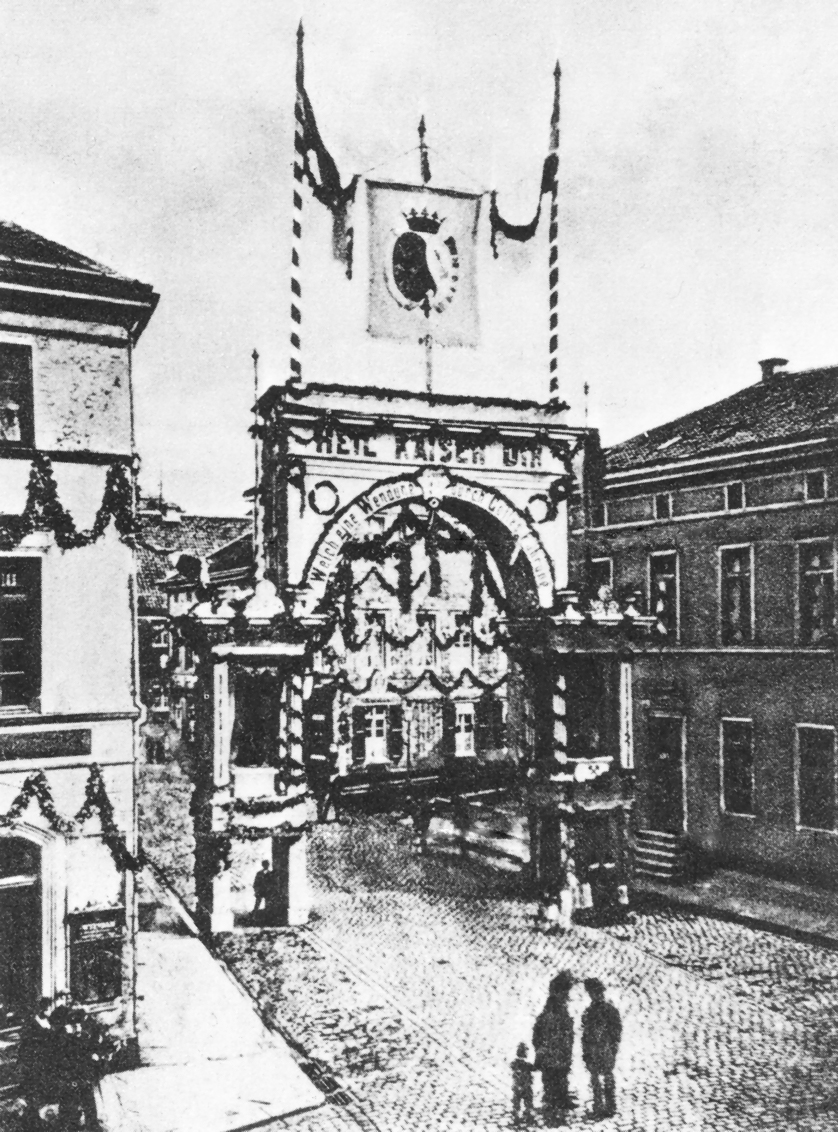
Torbogen zu Ehren Kaiser Wilhelms I. im September 1877

Um 1859/1860 wurde der Teich vor dem Limbecker Tor beseitigt. Bis zu dieser Zeit zog der Essener Kuhhirte täglich mit den Kühen der Bürger aus dem Limbecker Tor auf die Segerothsweide. Etwa gegen Ende des 18. Jahrhunderts legte man auf dem Limbecker Platz eine Grünanlage an, deren markanter Springbrunnen lange den Platz prägte. Etwa um 1860 entstanden hier durch die aufkommende Industrie erste Häuser, wie beispielsweise ein Konsum und ein Geschäftshaus der Familie Krupp. Damit erhielt der Platz etwa um 1865 seinen heutigen Namen.
Anlässlich eines Besuches von Kaiser Wilhelm I. im September 1877 wurde an der Stelle des alten Limbecker Tores ein Triumphbogen errichtet. Beim Bau des Einkaufszentrums wurden im August 2008 an der Stelle, wo zuvor das Althoff-Warenhaus (altes Karstadthaus) stand, Teile des Hellwegs, der durch das Limbecker Tor führte, und drei Brunnen aus Backstein freigelegt. Sie stammten aus der zweiten Hälfte des 19. Jahrhunderts, waren etwa zwischen 10 und 14 Meter tief und versorgten die Bewohner, die sich im Zuge der Industrialisierung außerhalb des Stadtkerns niedergelassen hatten.

### Vom Verkehrsknoten zur Fußgängerzone
Gegen Ende des 19. Jahrhunderts entwickelte sich der Limbecker Platz zu einem wichtigen Verkehrsknoten. So nahm 1893 eine erste Straßenbahnlinie vom Hauptbahnhof über den Limbecker Platz nach Borbeck und fünf Jahre später die Straßenbahnlinie von Frohnhausen über den Limbecker Platz weiter nach Rotthausen ihren Betrieb auf. Auch die Linie von Segeroth nach Steele verlief über den Limbecker Platz. Die Strecke nach Borbeck wurde noch vor dem Jahrhundertwechsel sowohl nach Oberhausen als auch nach Bottrop verlängert.
1898 wurde das Kruppsche Privathotel Essener Hof am Limbecker Platz 10 errichtet, das damals sogenannten kruppschen Beamten, also leitenden Angestellten, kruppschen Gästen, aber auch Werksfremden offenstand. Das Amt 2 als Zweigstelle der Hauptpost Essen befand sich am Limbecker Platz 3. Des Weiteren entwickelte sich der Platz zu einem Handels- und Freizeittreffpunkt.
Das Friedrich-Alfred-Krupp-Denkmal wurde am 17. November 1907 auf dem Limbecker Platz aufgestellt. Zur feierlichen Enthüllung waren neben Mitgliedern der Familie Krupp und Werksangehörigen auch der durch Kaiser Wilhelm II. entsandte Vertreter Generaladjutant Friedrich von Scholl anwesend. Es musste 1937 in seiner Gesamtheit einer neuen Verkehrsführung weichen und wurde zunächst nahe der Erlöserkirche außerhalb der Stadtmitte aufgestellt. Im Zweiten Weltkrieg großenteils zerstört, erhielt die noch erhaltene Bronze-Statue Friedrich Alfred Krupps ihren neuen Platz bis heute im Park der Villa Hügel.
In den Jahren 1910/1912 wurde auf dem Limbecker Platz von Theodor Althoff das Althoff-Warenhaus nach Plänen des Architekten Wilhelm Kreis errichtet und im Herbst 1912 eröffnet. 1920 ging das Haus, durch die Fusion von Althoff und Karstadt, in die neu gegründete Rudolph Karstadt AG über. Der Turm des Hauses wurde 1930/1931 durch den Architekten Philipp Schäfer umgestaltet. Wegen seiner monumentalen Optik wurde das Haus im Essener Volksmund Warenburg genannt. Mit rund eintausend Angestellten und einer Verkaufsfläche von etwa 20.000 Quadratmetern auf fünf Etagen wurde es zum größten Provinzial-Warenhaus im Westen der Republik.
Zur Zeit des Nationalsozialismus erhielt der Limbecker Platz am 8. Mai 1933 den Namen Thomae-Platz, benannt nach Gottfried Thomae, einem 1928 bei Zusammenstößen mit Kommunisten getöteten Nationalsozialisten. Im Zweiten Weltkrieg wurden alle umliegenden Gebäude schwer beschädigt oder zerstört. Nach Kriegsende erhielt der Platz am 15. Mai 1945 seinen ursprünglichen Namen Limbecker Platz zurück.
1963 wurde das Althoff-Warenhaus zum Stammhaus der damaligen Karstadt AG und bis zuletzt mehrfach umgebaut und erweitert. Anfang der 1970er Jahre wurde das Kruppsche Privathotel Essener Hof abgerissen, um Platz für das Quelle-Kaufhaus zu machen, in dessen Gebäude sich zuletzt das Sinn-Leffers-Warenhaus befand, das Mitte 2006 zugunsten des heutigen Einkaufszentrum abgerissen wurde. Seitdem trägt das älteste noch in Betrieb befindliche Hotel im Stadtkern den Namen Essener Hof. Der ehemalige Verkehrsknoten Limbecker Platz wurde in den 1980er Jahren zur Fußgängerzone umgestaltet.

## Bilder

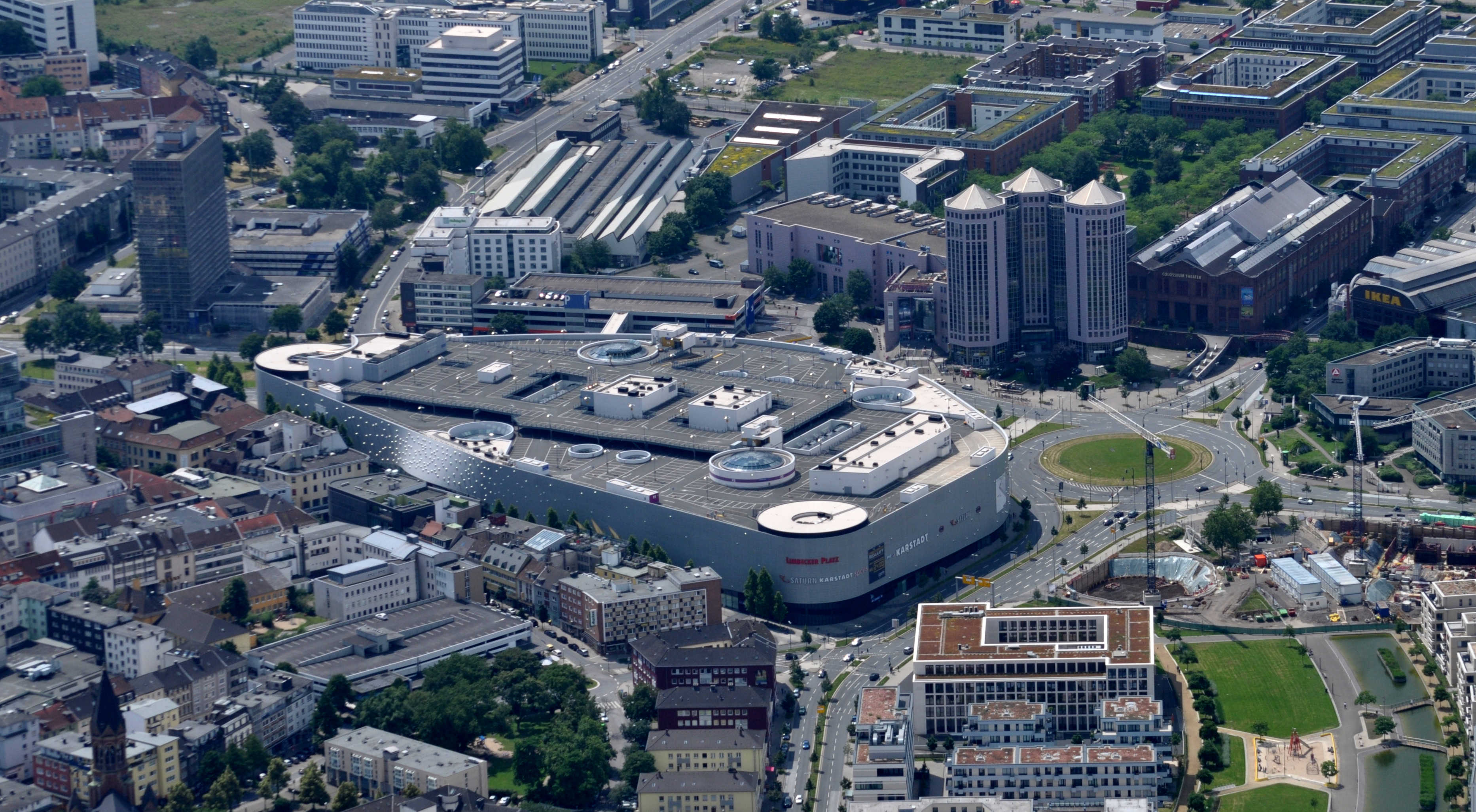
Der Limbecker Platz 2016 mit Blickrichtung Südwest
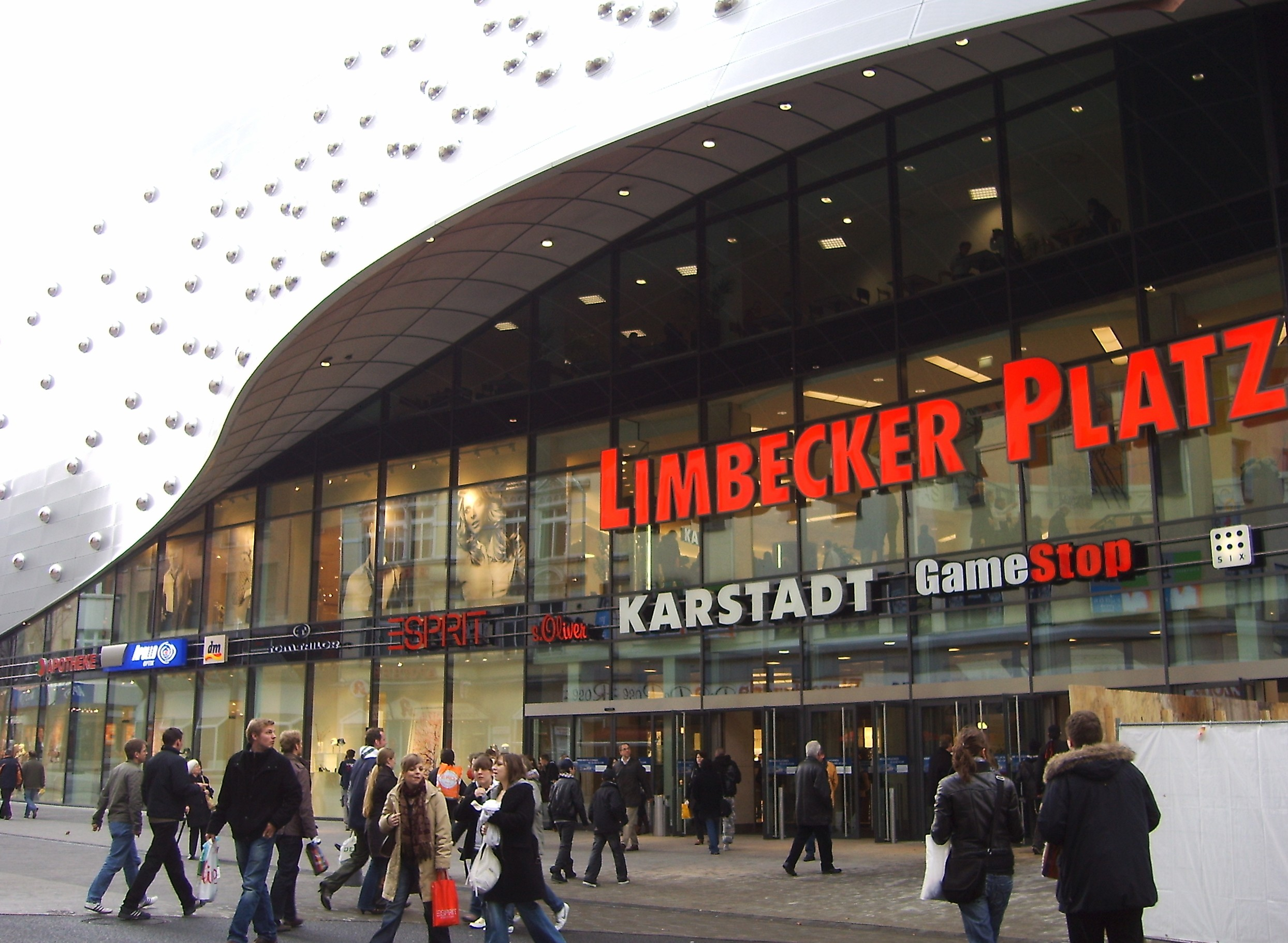
Eingang zum gleichnamigen Einkaufszentrum
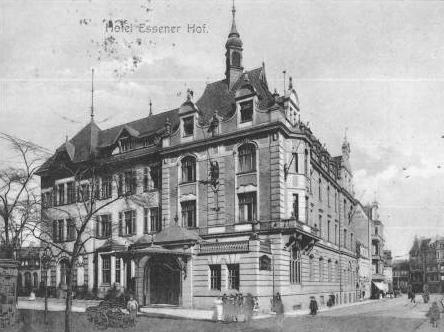
Krupp-Hotel Essener Hof am Limbecker Platz, eröffnet 1898
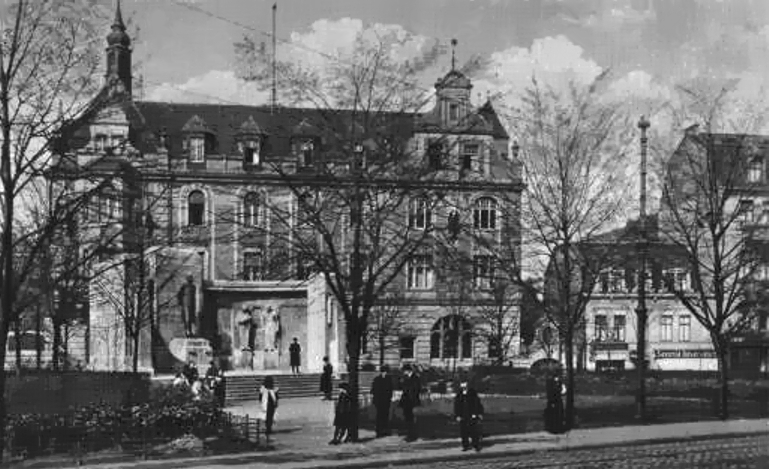
Hotel und Krupp-Denkmal am Limbecker Platz um 1933
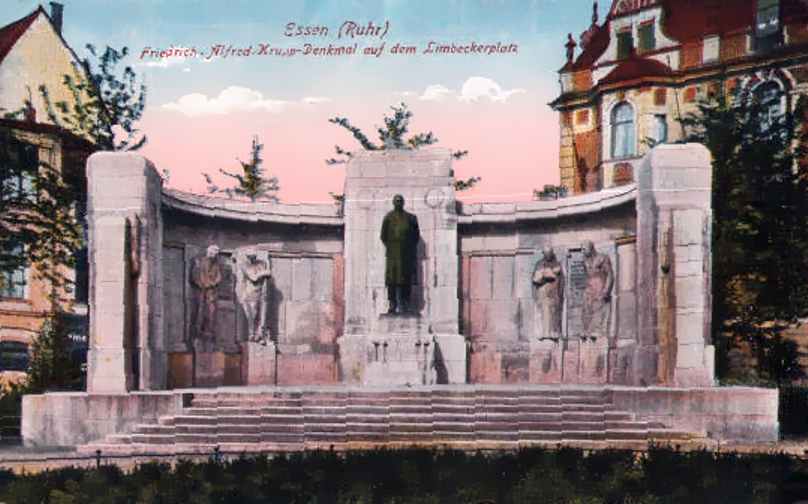
Friedrich-Alfred-Krupp-Denkmal am Limbecker Platz um 1927